# Extraliga ragby XV 2016/2017
Extraliga ragby XV 2016/2017 byla nejvyšší ragbyovou soutěží v Česku na podzim 2016 a na jaře 2017. Sezóna byla  zakončena finále playoff 24. června 2017. Vítězem se stala RC Sparta Praha.

## Základní údaje o startujících
- Praha:
  - RC Slavia Praha
  - RC Sparta Praha
  - RC Praga Praha
  - RC Tatra Smíchov
- Středočeský kraj:
  - RC Mountfield Říčany
- Jihomoravský kraj:
  - RC Dragon Brno
  - JIMI RC Vyškov

### Hřiště
| Klub                 | Založen | Název hřiště              | od roku |
| -------------------- | ------- | ------------------------- | ------- |
| RC Slavia Praha      | 1927    | Sportovní areál SK Slávia | 2006    |
| RC Sparta Praha      | 1928    | Na Podvinném mlýně        | 1982    |
| RC Mountfield Říčany | 1944    | Stadion J. Kohouta        | 1945    |
| RC Praga Praha       | 1944    | Ragbyové hřiště RC Praga  | 1955    |
| RC Dragon Brno       | 1946    | Ragbyové hřiště RC Dragon | 1998    |
| JIMI RC Vyškov       | 1952    | Areál Jana Navrátila      | 1957    |
| RC Tatra Smíchov     | 1959    | FCC rugby arena           | 1973    |

## 1. fáze – Základní část
- Období: 28.8.2016 – 26.10.2016

| Poř. | Tým                  | Z | V | R | P | CB      | 4P | -7 | B* |
| ---- | -------------------- | - | - | - | - | ------- | -- | -- | -- |
| 1.   | RC Sparta Praha      | 6 | 5 | 0 | 1 | 241–113 | 5  | 1  | 26 |
| 2.   | RC Praga Praha       | 6 | 4 | 0 | 2 | 158–148 | 4  | 1  | 21 |
| 3.   | RC Tatra Smíchov     | 6 | 4 | 0 | 2 | 149–95  | 2  | 1  | 19 |
| 4.   | JIMI RC Vyškov       | 6 | 3 | 0 | 3 | 163–100 | 2  | 3  | 18 |
| 5.   | RC Slavia Praha      | 6 | 2 | 0 | 4 | 102–186 | 1  | 1  | 10 |
| 6.   | RC Mountfield Říčany | 6 | 2 | 0 | 4 | 118–170 | 1  | 0  | 9  |
| 7.   | RC Dragon Brno       | 6 | 1 | 0 | 5 | 102–221 | 2  | 1  | 7  |

### Křížová tabulka základní části
Týmy jsou seřazeny podle umístění v loňské sezóně.
| Domácí \ Hosté | VYŠ   | TAT   | PRG   | ŘÍČ   | SPA   | SLA   | DRG   |
| Vyškov         |       | 30–10 |       | 23–15 |       | 51–0  |       |
| Tatra          |       |       | 21–14 |       | 34–27 |       | 46–6  |
| Praga          | 29–23 |       |       | 31–14 |       | 28–27 |       |
| Říčany         |       | 15–12 |       |       | 18–53 |       | 39–10 |
| Sparta         | 19–14 |       | 33–20 |       |       | 57–5  |       |
| Slavia         |       | 3–26  |       | 41–17 |       |       | 26–7  |
| Dragon         | 27–22 |       | 30–36 |       | 22–52 |       |       |

Aktualizováno po zápasech hraných 26. listopadu 2016
Zdroj: 

Vysvětlivky
1. ↑  Domácí tým je uveden v levém sloupci

Barvy: Modrá = výhra domácích; Žlutá = remíza; Červená = výhra hostů

- 1. kolo Archivováno 17. 11. 2016 na Wayback Machine., 2. kolo Archivováno 17. 11. 2016 na Wayback Machine., 3. kolo Archivováno 17. 11. 2016 na Wayback Machine., 4. kolo Archivováno 17. 11. 2016 na Wayback Machine., 5. kolo Archivováno 17. 11. 2016 na Wayback Machine. + dohrávka Archivováno 17. 11. 2016 na Wayback Machine., 6. kolo Archivováno 17. 11. 2016 na Wayback Machine., 7. kolo Archivováno 17. 11. 2016 na Wayback Machine.

## 2. fáze – TOP6
- Období: 5.11.2016 – 13.5.2017

| Poř. | Tým                  | Z  | V  | R | P  | CB      | 4P | -7 | B* |
| ---- | -------------------- | -- | -- | - | -- | ------- | -- | -- | -- |
| 1.   | RC Sparta Praha      | 10 | 10 | 0 | 0  | 388–97  | 10 | 0  | 50 |
| 2.   | RC Tatra Smíchov     | 10 | 6  | 1 | 3  | 306–201 | 7  | 1  | 34 |
| 3.   | JIMI RC Vyškov       | 10 | 5  | 1 | 4  | 214–233 | 5  | 1  | 28 |
| 4.   | RC Praga Praha       | 10 | 5  | 0 | 5  | 224–187 | 4  | 2  | 26 |
| 5.   | RC Mountfield Říčany | 10 | 3  | 0 | 7  | 170–260 | 1  | 2  | 16 |
| 6.   | RC Slavia Praha      | 10 | 0  | 0 | 10 | 106–429 | 0  | 1  | 1  |

### Křížová tabulka TOP6
| Domácí \ Hosté | SPA   | PRG   | TAT   | VYŠ   | SLA   | ŘÍČ   |
| Sparta         |       | 30–11 | 41–7  | 31–10 | 59–0  | 24–7  |
| Praga          | 24–26 |       | 7–5   | 10–23 | 59–17 | 31–14 |
| Tatra          | 19–33 | 26–17 |       | 34–34 | 62–9  | 32–25 |
| Vyškov         | 6–47  | 8–7   | 10–38 |       | 46–14 | 24–21 |
| Slavia         | 3–50  | 12–23 | 15–42 | 19–43 |       | 6–7   |
| Říčany         | 10–47 | 26–35 | 10–40 | 12–10 | 38–11 |       |

Aktualizováno po zápasech hraných 13. května 2017
Zdroj: 

Vysvětlivky
1. ↑  Domácí tým je uveden v levém sloupci

Barvy: Modrá = výhra domácích; Žlutá = remíza; Červená = výhra hostů

1. kolo Archivováno 19. 5. 2017 na Wayback Machine., 2. kolo Archivováno 19. 5. 2017 na Wayback Machine., 3. kolo Archivováno 19. 5. 2017 na Wayback Machine., 4. kolo Archivováno 19. 5. 2017 na Wayback Machine., 5. kolo Archivováno 19. 5. 2017 na Wayback Machine., 6. kolo Archivováno 19. 5. 2017 na Wayback Machine., 7. kolo Archivováno 19. 5. 2017 na Wayback Machine., 8. kolo Archivováno 19. 5. 2017 na Wayback Machine., 9. kolo Archivováno 19. 5. 2017 na Wayback Machine., 10. kolo Archivováno 19. 5. 2017 na Wayback Machine.

## 3. fáze – Playoff

### Pavouk
|  | Semifinále | Semifinále       | Semifinále |  |  | Finále      | Finále           | Finále      |
|  |            |                  |            |  |  |             |                  |             |
|  | 1          | RC Sparta Praha  | 51†        |  |  |             |                  |             |
|  | 4          | RC Praga Praha   | 29†        |  |  |             |                  |             |
|  |            |                  |            |  |  | 1           | RC Sparta Praha  | 20          |
|  |            |                  |            |  |  | 2           | RC Tatra Smíchov | 6           |
|  | 2          | RC Tatra Smíchov | 60†        |  |  |             |                  |             |
|  | 3          | JIMI RC Vyškov   | 52†        |  |  | Třetí místo | Třetí místo      | Třetí místo |
|  |            |                  |            |  |  | 3           | JIMI RC Vyškov   | 13          |
|  |            |                  |            |  |  | 4           | RC Praga Praha   | 15          |

† Výsledek za 2 zápasy.

#### Semifinále – 1. zápas
| 3. června 2017 14:00 SELČ | RC Praga Praha                                                                                 | 17 – 26                | RC Sparta Praha | Ragbyové hřiště RC Praga, Praha Diváci: 79 729 Rozhodčí: Václav Heřman |
| 3. června 2017 14:00 SELČ | Pětky: N. Náse 23' k T. Forst 42' k Kopy po pětce: P. Čížek 23', 42' Trestné kopy: P. Čížek 3' | zápis N/A článek video | Pětky: L. Jindra 16' n D. Chmelík 55' n R. Hřebačka 76' k Kopy po pětce: P. Vokrouhlík 76' Trestné kopy: J. Pantůček 40', 45' P. Vokrouhlík 64' | Ragbyové hřiště RC Praga, Praha Diváci: 79 729 Rozhodčí: Václav Heřman |

| 3. června 2017 13:00 SELČ | JIMI RC Vyškov | 39 – 33                | RC Tatra Smíchov | Areál Jana Navrátila, Vyškov Diváci: 65 823 Rozhodčí: Štepán Čekal |
| 3. června 2017 13:00 SELČ | Pětky: J. Doležel 15' n A. Soural 17' k, 58' n M. Gibala 38' n, 77' k J. Školař 52' k Kopy po pětce: M. Kovář 17', 77' V. Monček 52' Trestné kopy: M. Kovář 42' | zápis N/A článek video | Pětky: T. Zábranský 8' k R. Rygl 11' k V. Havel 24' k T. Bartoň 63' k J. Černý 72' n Kopy po pětce: K. Berounský ml. 8', 11', 24', 63' | Areál Jana Navrátila, Vyškov Diváci: 65 823 Rozhodčí: Štepán Čekal |

#### Semifinále – 2. zápas
| 10. června 2017 16:00 SELČ | RC Sparta Praha | 25 – 12     | RC Praga Praha                                                       | Na Podvinném mlýně, Praha Diváci: 92 657 Rozhodčí: Jaroslav Bednařík |
| 10. června 2017 16:00 SELČ | Pětky: D. Chmelík (2) 28' k, 55' k J. Pantůček 41' n Kopy po pětce: J. Pantůček 28', 55' Trestné kopy: J. Pantůček 18', 61' | zápis video | Pětky: R. Novák 4' n trestná pětka 47' k Kopy po pětce: P. Čížek 47' | Na Podvinném mlýně, Praha Diváci: 92 657 Rozhodčí: Jaroslav Bednařík |

| 10. června 2017 14:00 SELČ | RC Tatra Smíchov | 27 – 13     | JIMI RC Vyškov                                                      | FCC rugby arena, Praha Diváci: 86 875 Rozhodčí: Tomáš Tůma |
| 10. června 2017 14:00 SELČ | Pětky: R. Rygl (2) 3' k, 9' n D. Stárka 19' k V. Havel 48' n Kopy po pětce: K. Berounský ml. 3', 19' Trestné kopy: K. Berounský ml. 34' | zápis video | Pětky: A. Soural 19' n R. Trunečka 70' n Trestné kopy: M. Kovář 12' | FCC rugby arena, Praha Diváci: 86 875 Rozhodčí: Tomáš Tůma |

#### o 3. místo
| 24. června 2017 14:00 SELČ | JIMI RC Vyškov                                                   | 13 – 15     | RC Praga Praha                                                                                   | Areál Jana Navrátila, Vyškov Diváci: 106 118 Rozhodčí: Thomas Mendes (FRA) |
| 24. června 2017 14:00 SELČ | Pětky: D. Šenk 40' n P. Pořízek 58' n Trestné kopy: M. Kovář 44' | zápis video | Pětky: F. Fuchs 29' n trestná pětka 64' k Kopy po pětce: P. Čížek 64' Trestné kopy: P. Čížek 67' | Areál Jana Navrátila, Vyškov Diváci: 106 118 Rozhodčí: Thomas Mendes (FRA) |

#### Finále
| 24. června 2017 14:00 SELČ | RC Sparta Praha                                                                                             | 20 – 6      | RC Tatra Smíchov                 | Stadion Markéta, Praha Diváci: 168 356 Rozhodčí: Matěj Rázga |
| 24. června 2017 14:00 SELČ | Pětky: M. Loutocký 8' k T. Luka 48' k Kopy po pětce: J. Pantůček 8', 48' Trestné kopy: J. Pantůček 29', 52' | zápis video | Trestné kopy: L. Honner 22', 55' | Stadion Markéta, Praha Diváci: 168 356 Rozhodčí: Matěj Rázga |

## Konečné pořadí
| Pořadí           | Tým                  |
| ---------------- | -------------------- |
| Zlatá medaile    | RC Sparta Praha      |
| Stříbrná medaile | RC Tatra Smíchov     |
| Bronzová medaile | RC Praga Praha       |
| 4.               | JIMI RC Vyškov       |
| 5.               | RC Mountfield Říčany |
| 6.               | RC Slavia Praha      |

V tabulce níže jsou uvedení pouze ragbisté a trenéři zapsaní na soupiskách v playoff:
| Umístění         | Mužstvo          | Hráči |
| ---------------- | ---------------- | --- |
| Zlatá medaile    | RC Sparta Praha  | Rojníci: Tomáš Luka • Jan Benda • Jiří Skall ml. • Přemysl Brádle • Jan Páv • Vojtěch Hruška • Dan Chmelík • Marek Loutocký • Richard Palm • Josef Štandera • Pavel Indrák • Josef Kučera • Grigol Gabidzašvili Spojky: Vachtang Pajilodze • Jan Vokrouhlík – • Richard Hřebačka Útočníci: Pavel Pytela • Irakli Sulemanidze • Jiří Pantůček • Václav Jursík • Martin Schneider • Lukáš Hřebačka • Jan Havlíček • Lukáš Černý • Luboš Jindra • Petr Okleštěk • Petr Marek Trenéři: Petr Okleštěk • Jan Dezort |
| Stříbrná medaile | RC Tatra Smíchov | Rojníci: Matouš Hodek • Marek Goldstein • Pavel Elis • Jan Olbrich • Jakub Procházka • Jiří Černý – • Vojtěch Mára • Vojtěch Havel • Dominik Chabr • Petr Hocke • Martin Zobač • Michal Průša Spojky: Marek Šimák • Lukáš Honner • Theodor Zábranský Útočníci: Daniel Stárka • Karel Berounský ml. • Roman Rygl • Lopeti Toia • Tomáš Bartoň • Čestmír Řanda • František Balák • Tomáš Veniger Trenéři: Filip Vacek • Jan Čiverný                                                                             |
| Bronzová medaile | RC Praga Praha   | Rojníci: Tomáš Matras • Karel Vazač • Jakub Král • Dan Hošek • Tomáš Holovský • Jan Jung • Sebastián Náse • Martin Boháč • Tomáš Máca • Michal Novák ml. • Vojtěch Brodský • Michal Kulhánek • David Staněk Spojky: Richard Novák • Petr Čížek – • Pavel Syrový Útočníci: Filip Fuchs • Jakub Žalud • Mohamed Samet • Adam Hrníčko • Tomáš Forst • Robert Zbořil • Tomáš Bartůněk • Jan Chupík • Zdeněk Žák Trenéři: Eduard Krützner ml. • Roman Šuster                                                       |

## Národní liga 2017
Výsledky druhé nejvyšší soutěže o postup do Extraligy. Do národní ligy sestoupil po základní části Extraligy ragby XV 2016/17 RC Dragon Brno a postoupilo pět nejlepších týmu z rozdělení 1. ligy 2016 – Čechy a Morava.

### Základní část
- Období: 18.3.2017 – 11.6.2017

| Poř. | Tým                     | Z  | V  | R | P | CB      | 4P | -7 | B* |
| ---- | ----------------------- | -- | -- | - | - | ------- | -- | -- | -- |
| 1.   | RC Dragon Brno          | 10 | 10 | 0 | 0 | 371–64  | 8  | 0  | 48 |
| 2.   | RC Tatra Smíchov "B"    | 10 | 5  | 0 | 5 | 252–168 | 5  | 1  | 26 |
| 3.   | RC Přelouč              | 10 | 5  | 0 | 5 | 192–273 | 2  | 0  | 22 |
| 4.   | TJ Sokol Mariánské Hory | 10 | 4  | 0 | 6 | 195–254 | 4  | 1  | 21 |
| 5.   | RC Praga Praha "B"      | 10 | 3  | 0 | 7 | 236–347 | 5  | 2  | 19 |
| 6.   | RC České Budějovice     | 10 | 3  | 0 | 7 | 179–319 | 3  | 1  | 16 |

pozn. RC Tatra Smíchov "B"  odečetli -1 bod za kontumační prohru 0:30 s RC Přelouč a TJ Sokol Mariánské Hory odečetli -1 bod za kontumační prohru 0:30 s RC Tatra Smíchov "B".

#### Křížová tabulka základní části
| Domácí \ Hosté | DRG   | TAT   | PŘE   | MHR   | PRG   | ČBU   |
| Dragon         |       | 25–10 | 36–0  | 55–3  | 48–7  | 48–0  |
| Tatra          | 5–14  |       | 31–7  | 30–0  | 33–34 | 21–12 |
| Přelouč        | 20–30 | 30–0  |       | 20–11 | 31–20 | 22–12 |
| Mar. Hory      | 0–33  | 34–12 | 62–24 |       | 10–15 | 27–10 |
| Praga          | 12–31 | 5–60  | 52–17 | 29–31 |       | 29–48 |
| Č. Budějovice  | 7–51  | 7–50  | 19–21 | 26–17 | 38–33 |       |

Aktualizováno po zápasech hraných 11. června 2017
Zdroj: 

Vysvětlivky
1. ↑  Domácí tým je uveden v levém sloupci

Barvy: Modrá = výhra domácích; Žlutá = remíza; Červená = výhra hostů

Do Extraligy 2018 postoupil tým RC Dragon Brno. Soutěž neumožňuje start v jedné ligové soutěži rozděleným týmům "A" a "B", proto jako druhý tým postoupil třetí v pořadí. Tým RC Přelouč však možnost postoupit do Extraligy nevyužil.